# 耶稣降生 (巴罗奇)
耶稣降生（Natività）是意大利画家费德里科·巴罗奇的一幅油画，绘制于1597年 ，现藏于西班牙马德里普拉多博物馆。